# Estádio Libero Liberati
O Estádio Libero Liberati é o estádio municipal de futebol da cidade de Terni, na província de Úmbria, Itália. Única equipe de futebol profissional da cidade, o Ternana, é o clube que utiliza o estádio como mandante.

## História
O estádio foi projetado pelo engenheiro Leopoldo Barruchello, que também havia projetado o estádio Marcantonio Bentegodi, em Verona.
Foi inaugurado 24 de agosto de 1969 com um amistoso entre o Ternana e o clube brasileiro Palmeiras. A partida teve como placar final 0-2 a favor da equipe brasileira.

### Nomenclatura
O nome do estádio é uma homenagem ao motociclista italiano, nascido em Terni, Libero Liberati.

### Partidas Internacionais disputadas no estádio

#### Amistosos Internacionais
| 13 de fevereiro de 1991 |  | Itália | 0 – 0 | Bélgica |

| 24 de janeiro de 1996 |  | Itália | 3 – 0 | País de Gales |

## Características
Na época de sua construção, era um estádio de imponente arquitetura, tendo a similaridade como o estádio de Verona, ao distribuir o público em três anéis (pavimentos), entretanto, por peculiar característica, não possui estes anéis nos trechos atrás das goleiras, o que pode ser verificado na foto que ilustra este artigo.